# Fjället
Fjället (även kallad Säterkullen) är en småort i Sventorps socken i Skövde kommun i Västra Götalands län. Vid avstämningen år 2010 omfattade småorten 129 invånare på en yta av 12 hektar.
Väster om orten flyter ån Ösan.

## Historia
Den lokala kvarnen har satt sitt spår i byn genom gatunamn som Fjällakvarnsvägen, Mjölnarevägen och Valskvarnsvägen.

## Idrott
Fjällevi, byns fotbollsarena, är byns centrum och mötesplats.